# Foot Ball Club Matera 1981-1982
Questa voce raccoglie le informazioni riguardanti il Foot Ball Club Matera nelle competizioni ufficiali della stagione 1981-1982.

## Rosa
| N. |                   | Ruolo | Calciatore         |
| -- | ----------------- | ----- | ------------------ |
|    | Italia (bandiera) | P     | Adriano Casiraghi  |
|    | Italia (bandiera) | P     | Angelo Lisanti     |
|    | Italia (bandiera) | D     | Fabio Aghilarre    |
|    | Italia (bandiera) | D     | Angelo Angelino    |
|    | Italia (bandiera) | D     | Roberto Cifarelli  |
|    | Italia (bandiera) | D     | Giuseppe Cristiano |
|    | Italia (bandiera) | D     | Luigi De Canio     |
|    | Italia (bandiera) | D     | Giorgio Melis      |
|    | Italia (bandiera) | D     | Carlo Palladinetti |
|    | Italia (bandiera) | D     | Giuliano Pierobon  |
|    | Italia (bandiera) | D     | Franco Rossi       |
|    | Italia (bandiera) | D     | Nicola Ungaro      |
|    | Italia (bandiera) | C     | Raffaele Arzeni    |

| N. |                   | Ruolo | Calciatore           |
| -- | ----------------- | ----- | -------------------- |
|    | Italia (bandiera) | C     | Giovanni De Pasquale |
|    | Italia (bandiera) | C     | Eustachio Di Lecce   |
|    | Italia (bandiera) | C     | Claudio Gambini      |
|    | Italia (bandiera) | C     | Roberto Merlin       |
|    | Italia (bandiera) | C     | Paolo Pavese         |
|    | Italia (bandiera) | C     | Vincenzo Sorrentino  |
|    | Italia (bandiera) | C     | Daniele Trezza       |
|    | Italia (bandiera) | A     | Massimo Lupini       |
|    | Italia (bandiera) | A     | Luca Piochi          |
|    | Italia (bandiera) | A     | Antonio Puleo        |
|    | Italia (bandiera) | A     | Ernesto Sciacoviello |
|    | Italia (bandiera) | A     | Giorgio Tomba        |

## Risultati

### Serie C2

#### Girone di andata
| 1ª giornata | Siracusa | 1 – 0 | Matera |  |

| 2ª giornata | Matera | 1 – 2 | Cosenza |  |

| 3ª giornata | Monopoli | 1 – 0 | Matera |  |

| 4ª giornata | Matera | 1 – 0 | Martina |  |

| 5ª giornata | Matera | 2 – 1 | Messina |  |

| 6ª giornata | Marsala | 4 – 1 | Matera |  |

| 7ª giornata | Matera | 0 – 0 | Sorrento |  |

| 8ª giornata | Ercolanese | 1 – 1 | Matera |  |

| 9ª giornata | Matera | 0 – 1 | Potenza |  |

| 10ª giornata | Alcamo | 0 – 0 | Matera |  |

| 11ª giornata | Matera | 2 – 0 | Modica |  |

| 12ª giornata | Matera | 1 – 0 | Squinzano |  |

| 13ª giornata | Savoia | 1 – 0 | Matera |  |

| 14ª giornata | Turris | 2 – 1 | Matera |  |

| 15ª giornata | Matera | 2 – 0 | Brindisi |  |

| 16ª giornata | Barletta | 1 – 0 | Matera |  |

| 17ª giornata | Matera | 0 – 0 | Akragas |  |

#### Girone di ritorno
| 18ª giornata | Matera | 1 – 0 | Siracusa |  |

| 19ª giornata | Cosenza | 1 – 1 | Matera |  |

| 20ª giornata | Matera | 2 – 1 | Monopoli |  |

| 21ª giornata | Martina | 1 – 0 | Matera |  |

| 22ª giornata | Messina | 0 – 2 A tavolino | Matera |  |

| 23ª giornata | Matera | 1 – 0 | Marsala |  |

| 24ª giornata | Sorrento | 1 – 0 | Matera |  |

| 25ª giornata | Matera | 4 – 1 | Ercolanese |  |

| 26ª giornata | Potenza | 0 – 0 | Matera |  |

| 27ª giornata | Matera | 1 – 0 | Alcamo |  |

| 28ª giornata | Modica | 1 – 2 | Matera |  |

| 29ª giornata | Squinzano | 2 – 1 | Matera |  |

| 30ª giornata | Matera | 2 – 0 | Savoia |  |

| 31ª giornata | Matera | 1 – 2 | Turris |  |

| 32ª giornata | Brindisi | 1 – 0 | Matera |  |

| 33ª giornata | Matera | 1 – 1 | Barletta |  |

| 34ª giornata | Akragas | 0 – 0 | Matera |  |

### Coppa Italia Serie C
|  | Matera | 3 – 2 | Potenza |  |

|  | Matera | 0 – 2 | Barletta |  |

|  | Potenza | 2 – 0 | Matera |  |

|  | Barletta | 0 – 0 | Matera |  |

## Statistiche

### Statistiche di squadra
| Competizione         | Punti | In casa | In casa | In casa | In casa | In casa | In casa | In trasferta | In trasferta | In trasferta | In trasferta | In trasferta | In trasferta | Totale | Totale | Totale | Totale | Totale | Totale | DR |
| Competizione         | Punti | G       | V       | N       | P       | Gf      | Gs      | G            | V            | N            | P            | Gf           | Gs           | G      | V      | N      | P      | Gf     | Gs     | DR |
| -------------------- | ----- | ------- | ------- | ------- | ------- | ------- | ------- | ------------ | ------------ | ------------ | ------------ | ------------ | ------------ | ------ | ------ | ------ | ------ | ------ | ------ | -- |
| Serie C2             | 34    | -       | -       | -       | -       | -       | -       | -            | -            | -            | -            | -            | -            | 34     | 13     | 8      | 13     | 31     | 27     | +4 |
| Coppa Italia Serie C | 3     | -       | -       | -       | -       | -       | -       | -            | -            | -            | -            | -            | -            | 4      | 1      | 1      | 2      | 3      | 6      | -3 |
| Totale               | -     | -       | -       | -       | -       | -       | -       | -            | -            | -            | -            | -            | -            | 38     | 14     | 9      | 15     | 34     | 33     | -1 |

### Statistiche dei giocatori
| Giocatore       | Serie C2 | Serie C2 | Coppa Italia Serie C | Coppa Italia Serie C | Totale   | Totale |
| Giocatore       | Presenze | Reti     | Presenze             | Reti                 | Presenze | Reti   |
| --------------- | -------- | -------- | -------------------- | -------------------- | -------- | ------ |
| F. Aghilarre    | 6        | 0        | ?                    | ?                    | 6+       | 0+     |
| A. Angelino     | 26       | 0        | ?                    | ?                    | 26+      | 0+     |
| R. Arzeni       | 32       | 3        | ?                    | ?                    | 32+      | 3+     |
| A. Casiraghi    | 33       | 0        | ?                    | ?                    | 33+      | 0+     |
| R. Cifarelli    | 5        | 0        | ?                    | ?                    | 5+       | 0+     |
| G. Cristiano    | 11       | 1        | ?                    | ?                    | 11+      | 1+     |
| L. De Canio     | 20       | 1        | ?                    | ?                    | 20+      | 1+     |
| G. De Pasquale  | 34       | 0        | ?                    | ?                    | 34+      | 0+     |
| E. Di Lecce     | 1        | 0        | ?                    | ?                    | 1+       | 0+     |
| C. Gambini      | 30       | 0        | ?                    | ?                    | 30+      | 0+     |
| A. Lisanti      | 1        | 0        | ?                    | ?                    | 1+       | 0+     |
| M. Lupini       | 20       | 1        | ?                    | ?                    | 20+      | 1+     |
| G. Melis        | 32       | 1        | ?                    | ?                    | 32+      | 1+     |
| R. Merlin       | 3        | 0        | ?                    | ?                    | 3+       | 0+     |
| C. Palladinetti | 1        | 0        | ?                    | ?                    | 1+       | 0+     |
| P. Pavese       | 28       | 1        | ?                    | ?                    | 28+      | 1+     |
| G. Pierobon     | 20       | 1        | ?                    | ?                    | 20+      | 1+     |
| L. Piochi       | 25       | 5        | ?                    | ?                    | 25+      | 5+     |
| A. Puleo        | 8        | 1        | ?                    | ?                    | 8+       | 1+     |
| F. Rossi        | 26       | 2        | ?                    | ?                    | 26+      | 2+     |
| E. Sciacoviello | 9        | 1        | ?                    | ?                    | 9+       | 1+     |
| V. Sorrentino   | 8        | 0        | ?                    | ?                    | 8+       | 0+     |
| G. Tomba        | 27       | 9        | ?                    | ?                    | 27+      | 9+     |
| D. Trezza       | 15       | 1        | ?                    | ?                    | 15+      | 1+     |
| N. Ungaro       | 5        | 0        | ?                    | ?                    | 5+       | 0+     |